# Seom

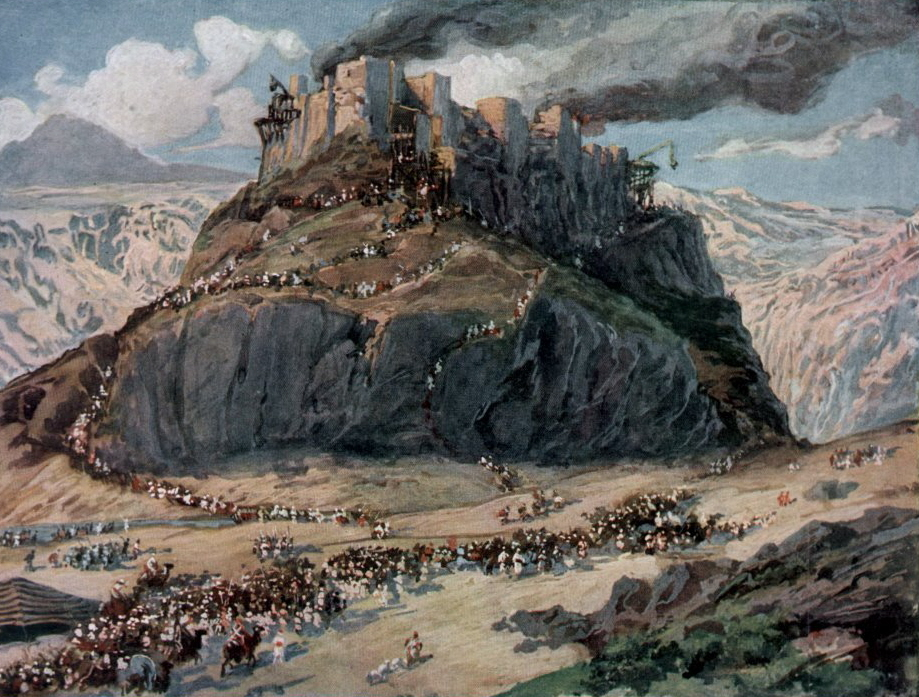
"A Conquista dos Amorreus" (aquarela por volta de 1896–1902) por James Tissot.

Seom, Siom ou Sihon foi um rei dos amorreus na época em que Israel se aproximava da Terra da Promessa, a Canaã. 

## Vida
O reino de Seom estendia-se antigamente desde o vale da torrente do Jaboque, onde fazia fronteira com o domínio do Rei Ogue, para baixo pelo menos até o vale da torrente do Árnom, e desde o rio Jordão para o leste em direção ao deserto. Sua capital era Hésbom, ao leste da extremidade norte do mar Morto. Seom se apoderara da terra de Moabe ao norte do Árnom, e evidentemente dominava Midiã, porque os maiorais de Midiã são chamados de "caudilhos de Seom". Quando Israel enviou mensageiros, pedindo a permissão de Seom para atravessar seu reino na estrada real e prometendo furtar nada dos amoritas, Siom negou a permissão e ajuntou seu exército para barrar Israel. Em Jaaz ele foi derrotado e morto.
A importância da vitória de Israel sobre Seom pode ser vista em ela ser mencionada muitas vezes na história de Israel, junto com a derrota dos egípcios no mar Vermelho. Moisés, Jefté, um salmista e os levitas pós-exílicos às vezes a usavam como exemplo encorajador das vitórias de Deus a favor do seu povo fiel. Os relatos sobre ela induziram Raabe e os gibeonitas a fazer paz com Israel.  A terra de Seom foi dividida entre as tribos de Rubem e de Gade.